# Poisson-Klammer
Die Poisson-Klammer, benannt nach Siméon Denis Poisson, ist ein bilinearer Differentialoperator in der kanonischen (hamiltonschen) Mechanik. Sie ist ein Beispiel für eine Lie-Klammer, also für eine Multiplikation in einer Lie-Algebra.

## Definition
Die Poisson-Klammer ist definiert als
{\displaystyle \left\{f,g\right\}:=\sum _{k=1}^{s}{\left({\frac {\partial f}{\partial q_{k}}}{\frac {\partial g}{\partial p_{k}}}-{\frac {\partial f}{\partial p_{k}}}{\frac {\partial g}{\partial q_{k}}}\right)}}
mit
- {\displaystyle f} und {\displaystyle g} Funktionen der generalisierten Koordinaten {\displaystyle q_{k}} und der kanonisch konjugierten Impulse {\displaystyle p_{k}}
- {\displaystyle s} Anzahl der Freiheitsgrade.

Allgemein kann die Poisson-Klammer auch für Funktionen {\displaystyle F} und {\displaystyle G} definiert werden, die nicht von generalisierten Koordinaten und kanonischen Impulsen abhängen. Zur Verdeutlichung, auf welche Variablen sich die Poisson-Klammer beziehen soll, werden diese als Indizes an die Klammer geschrieben:
{\displaystyle \{F,G\}_{ab}:=\sum _{k=1}^{s}\left({\frac {\partial F}{\partial a_{k}}}{\frac {\partial G}{\partial b_{k}}}-{\frac {\partial F}{\partial b_{k}}}{\frac {\partial G}{\partial a_{k}}}\right)}.
Man sagt {\displaystyle F} und {\displaystyle G} Poisson-kommutieren, wenn die Poisson-Klammer verschwindet {\displaystyle \{F,G\}=0}. Man auch, dass {\displaystyle F} und {\displaystyle G} in Involution stehen, weil die Größen, die durch diese Funktionen beschrieben werden, unabhängig voneinander sind und sich in ihrer Entwicklung nicht gegenseitig beeinflussen. Eine Funktion {\displaystyle F}, die mit der Hamilton-Funktion {\displaystyle H} Poisson-kommutiert, ist eine Erhaltungsgröße.

## Eigenschaften
- Bilinearität

{\displaystyle \,\{c_{1}f_{1}+c_{2}f_{2},g\}=c_{1}\{f_{1},g\}+c_{2}\{f_{2},g\}}
- Antisymmetrie

{\displaystyle \{f,g\}=-\{g,f\}}, insbesondere {\displaystyle \{f,f\}=0}
- Produktregel

{\displaystyle \,\{f,gh\}=\{f,g\}h+g\{f,h\}}
- Jacobi-Identität

{\displaystyle \,\{f,\{g,h\}\}+\{h,\{f,g\}\}+\{g,\{h,f\}\}=0}
- Invarianz unter kanonischen Transformationen

Physikalisch liegt es nahe, anzunehmen, dass die Zeitentwicklung einer Eigenschaft eines Systems nicht von den verwendeten Koordinaten abhängen sollte; damit sollten auch die Poisson-Klammern unabhängig von den verwendeten kanonischen Koordinaten sein. Seien {\displaystyle (\mathbf {q} ,\mathbf {p} )} und {\displaystyle (\mathbf {Q} ,\mathbf {P} )} zwei verschiedene Sätze von Koordinaten, die durch kanonische Transformationen ineinander übergehen, so gilt:
{\displaystyle \{f,g\}_{\mathbf {qp} }=\{f,g\}_{\mathbf {QP} }=\{f,g\}}.

### Fundamentale Poisson-Klammern
Für die kanonische Mechanik wichtig sind die fundamentalen Poisson-Klammern
{\displaystyle \left\{q_{k},q_{l}\right\}=0}
{\displaystyle \left\{p_{k},p_{l}\right\}=0}
{\displaystyle \left\{q_{k},p_{l}\right\}=\delta _{kl}} (Kronecker-Delta)
Sie folgen aus den trivialen Beziehungen
{\displaystyle {\begin{alignedat}{2}&{\frac {\partial q_{k}}{\partial q_{l}}}=\delta _{kl}\quad &&{\frac {\partial p_{k}}{\partial q_{l}}}=0\\&{\frac {\partial q_{k}}{\partial p_{l}}}=0\quad &&{\frac {\partial p_{k}}{\partial p_{l}}}=\delta _{kl}\end{alignedat}}}

## Anwendung
- Mithilfe der Poisson-Klammer kann die Zeitevolution einer beliebigen Observablen {\displaystyle f(q_{k},p_{k},t)} eines Hamiltonschen Systems {\displaystyle H(q_{k},p_{k})} ausgedrückt werden (Hamiltonsche Bewegungsgleichungen):

{\displaystyle {\frac {\mathrm {d} f}{\mathrm {d} t}}=\{f,H\}+{\frac {\partial f}{\partial t}}}.
- Dual zur Bewegungsgleichung der Observablen ist die Liouville-Gleichung, die die Dynamik der Verteilungsdichte in der statistischen Mechanik beschreibt:

{\displaystyle {\dot {\rho }}=\{H,\rho \}.}
- In der Quantenmechanik wird im Rahmen der kanonischen Quantisierung die Poisson-Klammer ersetzt durch {\displaystyle \textstyle \left(-{\frac {\rm {i}}{\hbar }}\right)} multipliziert mit dem Kommutator:[1]

{\displaystyle \{H,f\}\rightarrow -{\frac {i}{\hbar }}[{\hat {H}},{\hat {f}}]}
Außerdem werden Observablen durch Operatoren dargestellt. Die oben angeführte Gleichung der Zeitevolution einer Observablen führt so auf die Zeitevolution von Operatoren eines quantenmechanischen Systems mit Hamiltonoperator {\displaystyle {\hat {H}}} im Heisenberg-Bild. Diese Bewegungsgleichung heißt Heisenbergsche Bewegungsgleichung. Die Liouville-Gleichung findet ihre Entsprechung dabei in der Von-Neumann’schen Bewegungsgleichung.
- Sowohl die Phasenraumfunktionen der kanonischen Mechanik als auch die Operatoren der Quantenmechanik bilden mit ihren Klammern jeweils eine Lie-Algebra.

- Allgemein definiert man auf einer symplektischen Mannigfaltigkeit mit symplektischer Form, die in lokalen Koordinaten gegeben ist durch {\displaystyle \textstyle \omega =\sum _{ij}\omega _{ij}\,\mathrm {d} x^{i}\wedge \mathrm {d} x^{j}}, die Poisson-Klammer der Funktionen {\displaystyle f} und {\displaystyle g} durch:

{\displaystyle \{f,g\}=\sum _{ij}\omega ^{ij}\,\partial _{i}f\,\partial _{j}g\,.}
- Koordinatenunabhängig lässt sich die Poisson-Klammer wie folgt darstellen: es sei {\displaystyle J:T^{*}M\rightarrow TM} der durch {\displaystyle J^{-1}(v)(w)=\omega (v,w)} beschriebene Isomorphismus. Weiter sei für eine Funktion {\displaystyle f} das Vektorfeld {\displaystyle X_{f}} definiert als {\displaystyle J(\mathrm {d} f)}. Damit gilt dann

{\displaystyle \{f,g\}=\omega (X_{f},X_{g}).}